# Max Brand (piłkarz)
Max Otto Brand (ur. 8 stycznia 1895 w Bernie, zm. 16 sierpnia 1973 tamże) – szwajcarski piłkarz występujący na pozycji napastnika.

## Kariera klubowa
W trakcie kariery Brand reprezentował barwy zespołu FC Bern.

## Kariera reprezentacyjna
W reprezentacji Szwajcarii zadebiutował 6 marca 1921 w przegranym 1:2 towarzyskim pojedynku z Włochami, a 1 maja 1921 w zremisowanym 2:2 towarzyskim spotkaniu z Austrią strzelił swojego pierwszego gola w kadrze.
W latach 1921–1927 w drużynie narodowej rozegrał 10 spotkań i zdobył trzy bramki.
W 1928 roku został powołany do drużyny na letnie igrzyska olimpijskie, nie zagrał jednak na nich w żadnym meczu.